# Trois discours sur la condition des grands
Les Trois discours sur la condition des grands sont un ensemble de discours éducatifs tenus par Blaise Pascal au futur duc de Chevreuse, Charles-Honoré d'Albert, vers 1660. Ces discours forment un traité d'éducation en même temps qu'un traité politique.  

## Présentation générale

### Historique de publication
Vers l'été ou l'automne 1660, des notes préparatoires aux Discours sur la condition des grands sont écrites par Pascal (fr. 649 et 650). Ces discours sont reconstitués et retranscrits par Pierre Nicole, un ami de Pascal et témoin de l'enseignement donné au duc de Chevreuse. Il les réplique dans son ouvrage De l'éducation d'un prince, publié en 1670. Les nombreuses comparaisons avec des fragments pascaliens et l'éclat des formules montrent la fidélité avec laquelle Pierre Nicole s'est appliquée à retranscrire la parole pascalienne, ce qui peut nous laisser penser qu'il a retranscrit ces discours peu de temps après l'enseignement.

### Contenu
Les Trois discours sur la condition des grands sont le seul texte issu de Pascal, exclusivement consacré à la politique. On y retrouve des thèmes abordés dans les Pensées, tel le caractère conventionnel des coutumes. Pascal défend l'idée selon laquelle le pouvoir est le fait d'institutions, et que ce n'est pas par sa qualité propre que le dirigeant est en mesure de diriger ; ainsi, tout prince doit savoir reconnaître la contingence de son pouvoir. 
En leur découvrant leur vraie nature, Pascal cherche à empêcher les grands de se comporter en tyrans, tout en évitant le chaos qui résulterait d'une remise en cause de leur rang par le peuple. Il s'agit toutefois seulement pour lui d'un pis-aller : la véritable grandeur consiste à suivre la voie de Dieu.

## Contenu

### Premier discours
Dans un premier discours, Pascal affirme que la condition des grands n'est pas liée à des qualités naturelles, mais à une suite de hasards établie par la coutume. Un grand doit donc avoir une « double-pensée », en se comportant extérieurement comme le veut son rang, mais en sachant par-devers lui qu'il n'est pas intrinsèquement supérieur aux autres hommes. 
Pascal traite de la question de l'héritage, qui permet à certains de naître riches. Le philosophe rappelle que l'on naît riche parce que le législateur l'a bien voulu en sécurisant l'héritage par la loi ; mais il faut mener sa vie telle que « s’il leur avait plu d’ordonner que ces biens, après avoir été possédés par les pères durant leur vie, retourneraient à la république après leur mort, vous n’auriez aucun sujet de vous en plaindre ».

### Deuxième discours
Dans un deuxième discours, Pascal distingue les « grandeurs d'établissement » des « grandeurs naturelles ». Les sociétés décident d'accorder un respect particulier à certaines fonctions, il s'agit alors de grandeurs d'établissement : le respect des conventions établies par les hommes est nécessaire pour la société. Il y a en même temps les grandeurs naturelles, d'un autre genre, et qui sont le fait du talent ou de la vertu. Un grand ne peut pas exiger qu'on admire chez lui des grandeurs naturelles s'il n'en possède pas, car cela serait commettre une injustice en confondant les deux sortes de grandeurs. 

### Troisième discours
Enfin, dans un troisième discours, Pascal établit quelles relations un grand entretient avec son entourage : ce sont celles d'un « roi de concupiscence ». Le prince attire à lui car il possède ce que désire son entourage. Pour ne pas se comporter en tyran, il doit mettre seulement son plaisir à satisfaire cette concupiscence : « Contentez leurs justes désirs ; soulagez leurs nécessités ; mettez votre plaisir à être bienfaisant ; avancez-les autant que vous le pourrez, et vous agirez en vrai roi de concupiscence ».